# Une femme sous influence (film)
Pour les articles homonymes, voir Une femme sous influence.
Pour plus de détails, voir Fiche technique et Distribution.
Une femme sous influence (A Woman Under the Influence) est un film américain réalisé par John Cassavetes, sorti en 1974.

## Synopsis
Nick travaille sur les chantiers. À la suite d'une rupture de canalisation, il téléphone à sa femme, Mabel, pour lui annoncer qu'il ne pourra pas passer la soirée avec elle comme prévu. Mabel qui avait confié les enfants à sa mère, se retrouve seule et désemparée. Elle sort et erre dans les bars, tombe sur un inconnu qu'elle ramène à la maison. Mabel est réputée avoir des idées bizarres, avec  des angoisses et des coups de cafard qui semblent inexplicables. Inconsciemment, elle cherche à se libérer des « influences » qui l’étouffent, de ce rôle de mère exemplaire, de femme sans histoire, que leur entourage voudrait qu'elle endosse. Le lendemain, Nick rentre au foyer accompagné de ses collègues, pour ne pas avoir à affronter Mabel seul. Sa femme improvise un déjeuner avec des spaghettis. Alors que Mabel cherche le réconfort, elle ne trouve que condescendance. Nick ne l'écoute pas et dépense son énergie à faire « comme si de rien n'était »,.

## Fiche technique
- Titre : Une femme sous influence
- Titre original : A Woman Under the Influence
- Réalisation : John Cassavetes
- Scénario : John Cassavetes
- Production : Sam Shaw
- Musique : Bo Harwood
- Photographie : Al Ruban et Mitch Breit
- Montage : David Armstrong et Sheila Viseltear
- Pays de production : États-Unis
- Format : Couleurs - 1,33:1 - Mono - 35 mm
- Genre : Drame
- Durée : 155 minutes
- Date de sortie : 20 septembre 1974

## Distribution
- Peter Falk (VF : Serge Sauvion) : Nick Longhetti
- Gena Rowlands (VF : Michèle Bardollet) : Mabel Longhetti
- Fred Draper (VF : Claude Bertrand) : George Mortensen
- Lady Rowlands : Martha Mortensen
- Katherine Cassavetes : Margaret Longhetti
- Matthew Laborteaux : Angelo Longhetti
- Matthew Cassel : Tony Longhetti
- Christina Grisanti : Maria Longhetti
- O.G. Dunn : Garson Cross
- Mario Gallo : Harold Jensen
- Eddie Shaw : Docteur Zepp

## Distinctions
- Oscars du cinéma 1974 : Meilleur réalisateur (nomination), Meilleure actrice (nomination).
- Golden Globes 1974 : Meilleure actrice (Gena Rowlands) et nominations dans les catégories meilleur réalisateur, meilleur film dramatique et meilleur scénario.
- Festival de San Sebastián 1975 : Coquille d'argent pour John Cassavetes et Meilleure actrice pour Gena Rowlands
- National Film Registry 1990 : Sélectionné et conservé à la Bibliothèque du Congrès américain.